# Zaleptus vanstraeleni
Zaleptus vanstraeleni is een hooiwagen uit de familie Sclerosomatidae. De wetenschappelijke naam van deze soort is voor het eerst geldig gepubliceerd in 1899 door Gommers Ewout